# Troels Bech
Troels Bech (* 29. Juli 1966 in Svendborg) ist ein ehemaliger dänischer Fußballspieler und derzeitiger -trainer. Als Mittelfeldspieler holte er 1994 mit Silkeborg IF den dänischen Landesmeistertitel und gewann als Trainer 1997 die dänische Frauen-Meisterschaft. Des Weiteren ist er Fußballexperte beim dänischen Fernsehsender TV2.

## Werdegang
Bech begann mit dem Fußballspielen bei Svendborg fB in seiner Heimatstadt. 1987 wechselte er nach Deutschland zur SpVgg Fürth, die in der drittklassigen Bayernliga antrat. Nach einem halben Jahr kehrte er im Winter nach Dänemark zurück und schloss sich dem Erstligisten Silkeborg IF an. Mit der Mannschaft gewann er am Ende der Spielzeit 1993/94 den Meistertitel in der Superliga. Kurze Zeit später musste er jedoch nach 177 Spielen für den Klub verletzungsbedingt im Alter von 27 Jahren seine aktive Laufbahn beenden.
Bech wechselte auf die Trainerbank und arbeitete zwischen 1994 und 1996 als Assistenztrainer von Viggo Jensen und dessen Nachfolger Ove Christensen bei Viborg FF. 1997 übernahm er den Frauenfußballklub Hjortshøj-Egå Idrætsforening in der 3F Ligaen, den er zum Meistertitel führte. Daraufhin übernahm Bech wiederum einen Trainerposten im Männerbereich und betreute den Zweitligisten AC Horsens. Anschließend übernahm er den Trainerposten bei Ikast FS, der ihn vom Ligarivalen abwarb. Nachdem der Klub im Sommer 2000 mit Herning Fremad zum FC Midtjylland fusionierte, musste er sein Amt aufgeben, da Ove Pedersen, der Trainer des anderen Vereins, zum neuen Chef-Trainer auserkoren worden war.
In der Superliga-Spielzeit 2000/01 übernahm Bech beim Odense BK seinen ersten Trainerjob in der Superliga an, als er den Vorjahrestrainer Torben Storm beerbte. Die Mannschaft um Søren Berg, Kaspar Dalgas und Lars Jacobsen, die in der Vorsaison gegen den Abstieg gekämpft hatte, führte er ins Mittelfeld der Liga. Zudem zog die Mannschaft 2002 ins Pokalfinale ein, das nach Toren von Berg und Dennis Siim bei einem Gegentreffer von Christian Lønstrup gegen den FC Kopenhagen gewonnen wurde. Nachdem Gespräche über eine Vertragsverlängerung gescheitert waren, verließ er den Klub in Richtung FC Midtjylland. Mit dem Klub belegte er den siebten Tabellenplatz, schaffte aber den erneuten Einzug ins Pokalfinale. Durch eine 0:3-Niederlage gegen Brøndby IF ging das Endspiel verloren. Nach einem schwachen Saisonstart in der Superliga-Spielzeit 2003/04 wurde er nach sechs Niederlagen in Folge im November 2003 vom Klub gefeuert.
Im März 2004 kehrte Bech zu Odense BK zurück und bildete mit Klavs Rasmussen ein Trainerduo. Nach Ende der Superliga-Spielzeit 2004/05 wurde er dort jedoch gefeuert und durch Bruce Rioch ersetzt. Im November des Jahres heuerte er bei Esbjerg fB an. Mit der Mannschaft um Martin Vingaard, Jesper Jørgensen und Njogu Demba-Nyrén belegte er in den folgenden Jahren Plätze im Mittelfeld der Liga. Nach acht Punkten aus den ersten 14 Spielen in der Superliga-Spielzeit 2008/09 musste er jedoch auch dort seinen Posten aufgeben. Kurze Zeit nach seiner Demission bei Esbjerg fB unterschrieb Bech einen Zwei-Jahres-Vertrag bei seiner langjährigen Spielerstation Silkeborg IF.